# 松本保典
松本 保典（まつもと やすのり、1960年2月7日 - ）は、日本の声優、舞台俳優、ナレーター。千葉県松戸市出身。シグマ・セブン所属。

## 経歴

### キャリア初期
千葉県立薬園台高等学校卒業。元々SF好きだったことから、高校生の頃までは理系一筋だったが、テレビで政治番組を見たことを機に官僚を志し、中央大学法学部政治学科に入学。
大学入学後は「政治に関わる方面に進めたら」と思いつつも、厳しい現実に直面して進路に迷走する学生時代を送っていた。そんな中、映画『サウンド・オブ・ミュージック』を観て感銘を受け。また、下宿先の友人が全員映画好きだったこともあり映画製作者を目指すようになるが、松本の大学卒業時の邦画界は縮小ムードに入っており、制作会社が少なく良いスタッフ募集も無かったことから映画製作者への道は険しく、“何か取っ掛かりがないか”と考えた松本は「まず役者の世界に入り込めば、スタッフにつながるかもしれない」と、劇団に入ることを決意。後日、友人の紹介から「今から応募して間に合うなら」という意識で「劇団がらくた工房（現：劇団すごろく）」の付属養成所に応募し、4期生として入所した。
入団後、芝居をするうちに演じることの楽しさを知ったという。初期は就職していたため、会社勤めと劇団通いの二足の草鞋を履く生活を送っていたが、「どちらも腰掛けじゃできない。どちらかに決めてちゃんとやらなきゃいけない」と気付き、覚悟を決めて会社を退職。役者として生きていくことを決意した。なお、入社後すぐに辞めてしまった会社には申し訳なかったとも語っている。

### 声優として
劇団入団当初は声の仕事はあまり縁がなく顔出しの仕事が多かったといい、企業の研修ビデオには「新入社員に見える年齢の人」というオファーから若手だった松本がよく出演したという。
あるアフレコ収録のスタジオ見学に行った際は、事前にリハーサルの素材を渡される近年と異なり、現場にいるキャスト全員でその場で一回だけ作品を観てすぐに録音する姿を見て驚いたという。その現場には野沢雅子、キートン山田をはじめ錚々たるベテランが数多くおり、彼らの姿は松本からは「超人に見えた」と語っている。同作品には松本も一回だけ出演したが、本人曰く「相当ドヘタだったんでしょうね」とのことで、それ以降はしばらく声がかからなかったいう。他のインタビューでは『へーい!ブンブー』の盗賊のカウボーイ・ボブ役が業界第一声だったと語っており、スタジオ見学に行った際「来週よろしく」と言われて台本を渡され、それから収録まで一週間舞い上がりっぱなしで、食事もノドを通らなかったと振り返っている。
その後、何の作品か分からない状態で声の仕事のオーディションを受けることが何度か続き、そんな中、石ノ森章太郎原作のアニメ『マンガ日本経済入門』のオーディションにて「この原稿を、この絵の感じで読んでください」と言われその通りに読んだところ初めて合格。同作が声優として初レギュラーとなった。
1988年、『超音戦士ボーグマン』の響リョウ、『鎧伝サムライトルーパー』の闇魔将悪奴弥守やOVA『機甲猟兵メロウリンク』のメロウリンク・アリティと同年に放映された3つの作品で主要な役柄を演じたことで声優として人気を集め、以降はアニメ・吹き替え・ナレーションと多くの分野で幅広く活動している。
『サザエさん』では波野ノリスケ、『ドラえもん』では野比のび太の父親である野比のび助と2つの国民的アニメの脇役を演じている。
かつてはぷろだくしょんバオバブに所属していた。また、緒方賢一主宰の劇団すごろくにて副座長を経て、緒方が引退した後は2代目の座長を務めた。サイト「劇団すごろく」のプロフィールには「2月7日生 19歳」と表記されている。その後、2016年に退団。

## 特色・人物
ヒーローから悪役、コミカルなキャラクターまで幅広い役柄をこなしている。
吹き替えではクリスチャン・スレーターやデヴィッド・アークエット、フランク・ホエーリー、ルーク・ウィルソンなどを担当している。過去には、ライアン・レイノルズやアダム・サンドラー、トニー・レオン、ブラッド・ピット、レスリー・チャンなども担当していた。
速水奨が企画した『Super Stylish Doctors Story（S.S.D.S）』のメンバーのひとり。
妻は同じく声優の佐久間純子（2011年に死別）。妹がいる。
凝り性であり、音楽を聴くにも性能のいいオーディオ機器を集めるなど、お金がかかるという。
学生時代は競輪部のキャプテンを務め、国体出場経験もあったものの、腰を痛めたために退部した。その後、競輪に関して「（再び）乗るとしたら自転車の部品から集めて自分で組み立てたくなりそう」だと語り、うかつに始められないと語ったこともある。

### エピソード
林原めぐみとは、『スレイヤーズ』シリーズなどで共演したことがきっかけで交友がある。ある番組で船に乗っていた時に鼻を怪我した松本を、同乗していた林原が（看護師免許を持っていたこともあり）手当てしたことが二人の出会いだといい、林原は松本を「芝居好き、酒好き、子供好き、女房好き」と評している。『スレイヤーズ』シリーズでは、食事バトルを2人のアドリブで演じていたが、特に打ち合わせはしていなかったという。
松本の演技について、かつて同じ事務所に所属し同期だった子安武人は「やっさんはね、本当に緻密なボケを飛ばすんですよ。台本が本番前にやっさんに渡ると、凄いんですよね。書き込みでいっぱいなんですよ。ストーリーには関係ないけど邪魔にならない、オリジナルのセリフで！」と評している。
『サザエさん』では、2000年より波野ノリスケ役を担当している。松本は、1978年にフグ田マスオの声優が近石真介から増岡弘に交代したことを知る世代で、当時「マスオさんの声が変わった」と自身の中で少し違和感があったことから、自分が実際に3代目としてノリスケを演じるにあたり「見ている人がどう感じるんだろう」と気になったという。前任のノリスケ役である荒川太朗とは友人同士だが、「彼から継承するにしても、何をどう継承するのかわからないし、何だかフワフワして自分でも定まらなかった」ため、最終的に「もう自分でできることをとにかくやるのみ！！」と開き直り演じるようになったと語っている。松本はノリスケについて、それまでに出演したSFのヒーローなどといった役柄と異なる「ごくごく普通に日常を生きているキャラクター」のため、「演じていて考えさせられることが多い」といい、「日常を演じていくなかでどうやってそれをエンターテインメントとして見せていくのか？という部分では、『サザエさん』という作品は本当に考えられているし、だからこそ、長い間続いているのだと思います」と語っている。
『ドラえもん』では、2005年からのび助（のび太のパパ）役を担当。同作の場合は『サザエさん』と異なりキャスト総入れ替えだったことから、前任者のことは考えず、ただ”お父さん”という部分を大事に演じていると語っている。後年のインタビューでは「どう演じたって、キャストが変わると違和感をもたれちゃう。だったら自分の側に寄せていこうと。『サザエさん』のときにそういう考え方になっていたし、『ドラえもん』のときにはある程度覚悟を決めてやってましたね」と語っている。なお、『日テレ版ドラえもん』ののび助役は奇しくも初代ノリスケ役でもあった村越伊知郎であった。

## 出演
太字はメインキャラクター。

### テレビアニメ
1985年
- へーい!ブンブー（ボブ）

1987年
- マンガ日本経済入門（上田）

1988年
- エスパー魔美（1988年 - 1989年、金井、速水、畑中純平、青年、男子生徒）
- F-エフ
- 超音戦士ボーグマン（響リョウ）
- トッポ・ジージョ（青年、バル） - 2シリーズ
- ミスター味っ子（1988年 - 1989年、省吾、難波、梅田）
- 燃える!お兄さん（警官B）
- 鎧伝サムライトルーパー（1988年 - 1989年、闇魔将アヌビス）

1989年
- アイドル伝説えり子（阿木星吾）
- 青いブリンク（1989年 - 1990年、兵士B、部下、リンジタ）
- ジャングルブック・少年モーグリ（1989年 - 1990年、オオカミA、オオカミB、ブントの手下、オオカミC）
- それいけ!アンパンマン（1989年 - 1995年、こくばんまん、どろみずまん〈初代〉、バケツくん〈初代〉、かぼちゃのカボちゃん〈3代目〉、おんせんくん〈2代目〉）
- 天空戦記シュラト（摩利支天マリーチ、不動明王アカラナータ）
- 魔動王グランゾート（ファイアープリンス）
- ビリ犬なんでも商会（伊丹）
- YAWARA!（生徒A）
- らんま1/2 熱闘編
- 笑ゥせぇるすまん（1989年 - 1993年、憂木守、我妻殻、犬貴狛太）

1990年
- アイドル天使ようこそようこ（徳大寺豊）
- NG騎士ラムネ&40（クイーンサイダロン、審査官、一忍者）
- からくり剣豪伝ムサシロード（イシマツ）
- カラス天狗カブト（カブト）
- キャッ党忍伝てやんでえ（闇のザンカア、村人B、バクハツ23号、8時ちょうどのあずさ2号）
- ジャングル大帝（新）
- たいむとらぶるトンデケマン!（ハッタン、ジョン）
- ふしぎの海のナディア（エーコー・ウィラン）
- 魔神英雄伝ワタル2（ヒョローン）
- ドラえもん（テレビ朝日版第1期）
- 勇者エクスカイザー（俊太郎、技師A）

1991年
- ジャンケンマン（ノモノモ）
- 太陽の勇者ファイバード（1991年 - 1992年、火鳥勇太郎 / ファイバード）
- ちびまる子ちゃん（青年）
- 横山光輝 三国志（1991年 - 1992年、曹操孟徳）
- 新世紀GPXサイバーフォーミュラ（風見広之〈17才〉）
- 魔法のプリンセス ミンキーモモ（海モモ）（探検隊員、指令員）
- RPG伝説ヘポイ（ミカエル）

1992年
- あしたへフリーキック（橘大地）
- 宇宙の騎士テッカマンブレード（1992年 - 1993年、ノアル）
- クッキングパパ（木村達也）
- 花の魔法使いマリーベル（ジート〈初代〉）
- ファンタジーアドベンチャー 長靴をはいた猫の冒険（クスト）
- ヤダモン（シンウィ）

1993年
- ガンバレ!SDガンダム大行進（騎士ガンダム）
- クレヨンしんちゃん（真田）
- 疾風!アイアンリーガー（1993年 - 1994年、マグナムエース）
- 南国少年パプワくん（ウミギシくん）
- 忍たま乱太郎（1993年 - 2013年、トラ、雑兵B、侍、小餅若菜〈2代目〉）
- 勇者特急マイトガイン（ブラックガイン）
- 幽☆遊☆白書（1993年 - 1994年、凍矢、南海）

1994年
- とっても!ラッキーマン（1994年 - 1995年、元祖ラッキーマン、ラッキー星、ナレーション、中指ブルー / パワーマン）
- 覇王大系リューナイト（1994年 - 1995年、月心）

1995年
- H2（古賀富士夫）
- クマのプー太郎（車掌、ポルトガル人 他）
- 恐竜冒険記ジュラトリッパー（モサール）
- ストリートファイターII V（タイラー）
- スレイヤーズ（1995年 - 2009年、ガウリイ＝ガブリエフ） - 5シリーズ
- NINKU -忍空-（黄純）
- バーチャファイター（ジャッキー・ブライアント）

1996年
- 快傑ゾロ（テオ）
- 機動戦艦ナデシコ（秋山源八郎、竜崎テツヤ）
- VS騎士ラムネ&40炎（ナルシスト・ダンディ / ブラック・ダンディ）
- みどりのマキバオー（アマゴワクチン）

1997年
- アニメがんばれゴエモン（ゴエモン）
- 吸血姫美夕（梁〈神魔・梁〉）
- エルフを狩るモノたちII（脱がし屋会長）
- 中華一番!（司会者）
- 名探偵コナン（1997年 - 2019年、富沢雄三、筒見、須貝克路、藤江竹彦、津瀬、宇梶誠 他）
- 超魔神英雄伝ワタル（アナウンサー、カイトナ）
- 忍ペンまん丸（ケン郎）

1998年
- 金田一少年の事件簿（1998年 - 2000年、浜岡健一、石達民、東城真琴、辻村牧雄）
- サイレントメビウス（ラルフ・ボーマーズ）
- SHADOW SKILL -影技-（スカーフェイス）
- 熱沙の覇王ガンダーラ（ユウキ・サイジョー）
- ももいろシスターズ（田中彰一）
- るろうに剣心 -明治剣客浪漫譚-（大久保鉄馬）
- ロスト・ユニバース（闇を撒く者）

1999年
- イソップワールド（オオカミ）
- 頭文字D シリーズ（1999年 - 2012年、秋山渉） - 3シリーズ
- 週刊ストーリーランド（1999年 - 2001年、トラ係、円王寺敏夫、金子正、町田輝夫、兵藤雅俊 他）
- 神風怪盗ジャンヌ（大友正英〈ロミオ〉）
- 鋼鉄天使くるみ（神維神人）
- GTO（ヤンキー）
- ジバクくん（炎）
- 星方天使エンジェルリンクス（マーコット）
- それゆけ!宇宙戦艦ヤマモト・ヨーコ（カーティス・ローソン）
- 火魅子伝（帖佐）
- ポケットモンスター（1999年 - 2000年、ダン、アキオ）

2000年
- ヴァンドレッド（リーダー）
- 機巧奇傳ヒヲウ戦記（クロガネ、原田佐之介）
- グラビテーション（中野浩司）
- サザエさん（2000年7月 - 、波野ノリスケ〈3代目〉 他）
- ゲートキーパーズ（八幡先輩）
- サクラ大戦TV（ユーリー）
- へろへろくん（2000年 - 2001年、へろへろパパ）
- BOYS BE…（新田大輔）
- ラブひな（2000年 - 2001年、瀬田記康） - 1シリーズ + 特別編2作品
- ワイルドアームズ トワイライトヴェノム（キアヌ・ファールウィンド）

2001年
- オフサイド（織田和仁）
- スターオーシャンEX（ボーマン・ジーン）
- Z.O.E Dolores, i（ジョーイ）
- ちっちゃな雪使いシュガー（ポール）
- PROJECT ARMS（戦闘服の男B）
- HELLSING（ボズ）

2002年
- あたしンち（体育の先生〈初代〉）
- 機動戦士ガンダムSEED（ハルマ・ヤマト）
- GetBackers-奪還屋-（王波児）
- 十二国記（桓魋）
- 天使な小生意気（細井、柳沢、源造の手下 他）
- プリンセスチュチュ（猫先生）
- ポケットモンスター アドバンスジェネレーション（2002年 - 2006年、ウメズ、ウソッキー）
- 炎の蜃気楼（千秋修平〈安田長秀〉）

2003年
- WOLF'S RAIN（馬）
- E'S OTHERWISE（勇基＝篤川）
- おもいっきり科学アドベンチャー そーなんだ!（司会）
- コロッケ!（2003年 - 2005年、ウスター）
- さいころボット コンボック（コンボック）
- 高橋留美子劇場（圭一、利根川の夫、高根沢、良夫）
- 高橋留美子劇場 人魚の森（英二郎〈60年前〉、漁師、船乗り、公家）
- ちっちゃな雪使いシュガー（ポール）
- 鋼の錬金術師（2003年 - 2004年、ジャン・ハボック、ドルチェット）
- ふぉうちゅんドッグす（パパ）

2004年
- アガサ・クリスティーの名探偵ポワロとマープル（フランクリン）
- 宇宙交響詩メーテル 銀河鉄道999外伝（レオパルド、ナレーション）
- F-ZERO ファルコン伝説（ビーストマン）
- お伽草子（酒呑童子）
- 神無月の巫女（ツバサ）
- 今日からマ王!（2004年 - 2009年、レイヴン） - 3シリーズ
- 月は東に日は西に 〜Operation Sanctuary〜（深野順一）
- 火の鳥（犬上〈ハリマ、クチイヌ〉）
- ふたりはプリキュア（ジュナ / 角澤竜一郎）
- 忘却の旋律（鹿川秀馬 / ラッキーサラブレッド）
- まぶらほ（神城駿司）
- 美鳥の日々（京本正美）
- 妄想代理人（ゼブラ）
- モンキーターンV（蒲生秀隆）
- ロックマンエグゼ シリーズ（2004年 - 2006年、チャーリー・エアスター） - 2シリーズ

2005年
- ガン×ソード（ジョー・ラッツ）
- ギャラリーフェイク（関根満）
- 強殖装甲ガイバー（アルカンフェル）
- 交響詩篇エウレカセブン（ストナー）
- ゾイドジェネシス（ザイリン・ド・ザルツ）
- ドラえもん（テレビ朝日版第2期）（2005年 - 、野比のび助〈のび太のパパ〉、ドリアン、ハイカーB、イーホ、スターファイブA、男）
- トリニティ・ブラッド（ヴァージル・ウォルシュ）
- ブラック・ジャック（久磨）
- 雪の女王（父親）

2006年
- 銀河鉄道物語 〜永遠への分岐点〜（ユーリヒ）
- シュヴァリエ 〜Le Chevalier D'Eon〜（サン・ジェルマン）
- ゼーガペイン（クラシゲ）
- ゼロの使い魔（ジュール・ド・モット）
- NARUTO -ナルト-（飛脚忍者596･03）
- 働きマン（志村選手）
- ひぐらしのなく頃に（2006年 - 2007年、前原伊知郎） - 2シリーズ
- ブラック・ジャック21（ビル・バート）
- MÄR-メルヘヴン-（ガリアン）
- ラブゲッCHU 〜ミラクル声優白書〜（江戸川久時）

2007年
- 英國戀物語エマ 第二幕（ライオネル）
- 機動戦士ガンダム00（アレハンドロ・コーナー、モラリア軍司令）
- 逆境無頼カイジ（古畑武志）
- 鋼鉄三国志（孫策伯符）
- GR-GIANT ROBO-（ロスコー・ハインセイカー）
- しおんの王（安岡信次）
- 地獄少女 二籠（紅林栄一）
- 神霊狩/GHOST HOUND（駒玖珠孝仁、天気予報）
- DARKER THAN BLACK -黒の契約者-（久良沢凱）
- 地球へ…（ジョミーのパパ、レティシアのパパ）
- デルトラクエスト（エンドン）
- パンプキン・シザーズ（使者）
- レ・ミゼラブル 少女コゼット（ファムーユ）

2008年
- RD 潜脳調査室（小湊祥三）
- Yes!プリキュア5GoGo!（ドーナツ国王）
- GUNSLINGER GIRL -IL TEATRINO-（ユーロボール局長）
- ソウルイーター（さまよえるオランダ人）
- テイルズ オブ ジ アビス（ガイ・セシル）
- 夏目友人帳（2008年 - 2011年、田沼の父） - 2シリーズ
- ぷるるんっ!しずくちゃん あはっ☆（チリカラレッド）
- Mnemosyne-ムネモシュネの娘たち-（柳原保）
- ヤッターマン（第2作）（ドケチ小五郎）
- ワールド・デストラクション 〜世界撲滅の六人〜（猫師）
- ロボディーズ 風雲篇（部下A）

2009年
- ご姉弟物語（魚寿）
- こばと。（森颯太朗）
- DARKER THAN BLACK -流星の双子-（久良沢凱）
- フレッシュプリキュア!（2009年 - 2010年、ウエスター〈西隼人〉）
- MAJOR 5th season（勝呂、山中、アナウンサー）
- 亡念のザムド(テレビ放映版)（垣巣凍二郎）

2010年
- 心霊探偵 八雲（榊原源一郎）
- HEROMAN（ドクターミナミ）

2011年
- UN-GO（岡本寒吉）
- テレビまんが 昭和物語（山崎有三）
- 電波女と青春男（山本）
- NARUTO -ナルト- 疾風伝（2011年 - 2012年、厳流、春野キザシ）
- ブレイド（イケダ）
- ポケットモンスター ベストウイッシュ（クリフ）

2012年
- 聖闘士星矢Ω（ミゲル）
- マギ（バルカーク）
- モーレツ宇宙海賊（ケンジョー・クリハラ）

2013年
- 八犬伝―東方八犬異聞― 第二期（犬村儀清）
- 〈物語〉シリーズ セカンドシーズン（真宵の父）

2014年
- アイカツ!（エンシエロ篤）

2015年
- GO-GO たまごっち!（ドビっちー）
- Go!プリンセスプリキュア（春野いぶき）
- ジョジョの奇妙な冒険 スターダストクルセイダース（アヌビス神）
- 夜ノヤッターマン（ピーネ）
- 乱歩奇譚 Game of Laplace（ナミコシの父）

2016年
- フューチャーカード バディファイトDDD（RC隊長 ウイニング・マキシマム）
- マギ シンドバッドの冒険（バルカーク）

2017年
- 鬼平（梅吉）
- タイムボカン24（ニクソン大統領）
- モンスターハンター ストーリーズ RIDE ON（ドミール）
- URAHARA（エビフリャー）
- 将国のアルタイル（ドナテッロ・ドーリア）
- おそ松さん（曹操）

2018年
- ヴァイオレット・エヴァーガーデン（アイリスの父）
- 若おかみは小学生!（ミチ子の父、神田幸水）
- フューチャーカード 神バディファイト（2018年 - 2019年、ナレーション、鋼殻剣士 KUROGANE、タテガミ 他）
- Back Street Girls -ゴクドルズ-（映画監督）
- ポチっと発明 ピカちんキット（2018年- 2019年、サンタクロース）

2019年
- 進撃の巨人（エレン・クルーガー）
- パズドラ（2019年 - 2020年、湯沸司太郎）
- ソードアート・オンライン アリシゼーション War of Underworld（2019年 - 2020年、ハンス） - 2シリーズ

2020年
- ゾイドワイルド ZERO（ボルコフ）
- ひぐらしのなく頃に業（2020年 - 2021年、前原伊知郎） - 2シリーズ

2021年
- SK∞ エスケーエイト（南城虎次郎〈ジョー〉）

2022年
- 最果てのパラディン（2022年 - 2023年、キマイラ） - 2シリーズ

2023年
- 文豪ストレイドッグス（斗南）

2024年
- 逃走中 グレートミッション（大石内蔵助）
- MFゴースト（秋山）

2025年
- アン・シャーリー（マシュウ・カスバート）

### 劇場アニメ
1987年
- あいつとララバイ 水曜日のシンデレラ

1989年
- きまぐれオレンジ☆ロード ハリケーン！変身少女あかね（早川〈和人〉）
- きまぐれオレンジ☆ロード 吾輩は猫であったりおさかなであったり（早川和人）
- The Borgman Last battle（響リョウ）

1990年
- 男樹（新藤賢一郎）
- 超音戦士ボーグマン LOVERS RAIN（響リョウ）
- ヘヴィ（ガイ・ヒューガ）

1991年
- 武者・騎士・コマンド SDガンダム緊急出撃（騎士ガンダム）

1992年
- ちびまる子ちゃん わたしの好きな歌（佐藤良一）

1993年
- SDガンダム外伝 聖機兵物語（バーサルロードスペリオルガンダム / スペリオルドラゴン）
- SDコマンド戦記III SUPER G-ARMS（キャプテンF91）
- SD戦国伝 天下泰平編（武者風雷主）

1994年
- ダークサイド・ブルース（達也）

1995年
- はじまりの冒険者たち レジェンド・オブ・クリスタニア（ボークス）

1996年
- 新きまぐれオレンジ☆ロード capricious orange road そして、あの夏のはじまり（星川みつる）
- PIPI とべないホタル（キラ）

1997年
- ジャングル大帝（ラムネ）
- 新世紀エヴァンゲリオン劇場版 Air/まごころを、君に（ゼーレ06）

1998年
- 機動戦艦ナデシコ -The prince of darkness-（秋山源八郎）

2001年
- スレイヤーズ ぷれみあむ（ガウリイ＝ガブリエフ）
- ドラえもん のび太と翼の勇者たち（バビロン）

2002年
- ギルステイン（カオス・ディスター）

2003年
- 犬夜叉 天下覇道の剣（刹那猛丸）

2004年
- 名探偵コナン 銀翼の奇術師（刑事）

2005年
- 劇場版 鋼の錬金術師 シャンバラを征く者（ジャン・ハボック）
- ロックマンエグゼ 光と闇の遺産（チャーリー・エアスター）

2006年
- 映画ドラえもん のび太の恐竜2006（パパ）

2007年
- 映画ドラえもん のび太の新魔界大冒険 〜7人の魔法使い〜（パパ）

2008年
- 映画ドラえもん のび太と緑の巨人伝（パパ）

2009年
- 交響詩篇エウレカセブン ポケットが虹でいっぱい（ストナー）
- 映画ドラえもん 新・のび太の宇宙開拓史（パパ）

2010年
- 劇場版 機動戦士ガンダム00 -A wakening of the Trailblazer-（アレハンドロ・コーナー）
- 昆虫物語 みつばちハッチ〜勇気のメロディ〜（クーガ、菜の花畑のアリたち、丘のアリたち）
- 映画ドラえもん のび太の人魚大海戦（パパ）

2011年
- 映画ドラえもん 新・のび太と鉄人兵団 〜はばたけ 天使たち〜（パパ）

2012年
- 映画ドラえもん のび太と奇跡の島 〜アニマル アドベンチャー〜（のび太のパパ）
- ROAD TO NINJA -NARUTO THE MOVIE-（春野キザシ）

2014年
- STAND BY ME ドラえもん（パパ）
- 映画ドラえもん 新・のび太の大魔境 〜ペコと5人の探検隊〜（のび太のパパ）
- モーレツ宇宙海賊 ABYSS OF HYPERSPACE -亜空の深淵-（ケンジョー・クリハラ）

2016年
- ゼーガペインADP（クラシゲ）
- 映画ドラえもん 新・のび太の日本誕生（のび太のパパ）

2017年
- 映画ドラえもん のび太の南極カチコチ大冒険（のび太のパパ）

2018年
- 映画ドラえもん のび太の宝島（のび太のパパ）

2019年
- 映画ドラえもん のび太の月面探査記（のび太のパパ）
- 僕のヒーローアカデミア THE MOVIE ヒーローズ:ライジング（活真・真幌の父）

2020年
- 映画ドラえもん のび太の新恐竜（のび太のパパ）
- STAND BY ME ドラえもん 2（のび太のパパ）

2021年
- 夏目友人帳 石起こしと怪しき来訪者（田沼の父）

2023年
- 映画ドラえもん のび太と空の理想郷（のび太のパパ）

2024年
- 映画ドラえもん のび太の地球交響楽（のび太のパパ）
- ゼーガペインSTA（クラシゲ）

2025年
- 映画ドラえもん のび太の絵世界物語（のび太のパパ）
- 名探偵コナン 隻眼の残像（越智豊）

### OVA
1987年
- 新くりいむレモン 森山塔ゲストスペシャル 5時間目のヴィーナス（男子生徒）※クレジット表記無し
- たいまんぶるうす 清水直人編

1988年
- アップルシード（警官A）
- 宇宙の戦士（ジュアン・リコ）
- エースをねらえ!2
- 機甲猟兵メロウリンク（メロウリンク・アリティ）
- メタルスキンパニック MADOX-01（杉本紘二）

1989年
- アッセンブル・インサート（部下壱）
- 機動戦士 SDガンダム外伝（騎士ガンダム）
- 寒月一凍悪霊斬り（麻蔵）
- 新キャプテン翼（1989年 - 1990年、ナポレオン）
- ザ・ハード BOUNTY HUNTER（ハード）
- 敵は海賊〜猫たちの饗宴〜（ミラー）
- 左のオクロック!!（尾形吾一）
- ぶっちぎり（御子柴）
- プロジェクトA子 完結篇（オペレーター）
- 魔獣戦線（来留間慎一）
- 力王 RIKI-OH 等括地獄（若松）

1990年
- 亜人戦士（ゼロ）
- 機動戦士SDガンダムMk-IV「SDガンダム猛レース」（騎士ガンダム）
- A-Ko The VS BLUE SIDE（ロード・ブリブリ・ティッシュ王子）
- 押忍!!空手部（1990年 - 1992年、松下正） - 4作品
- 鬼丸 ONIMARU（鬼丸）
- きまぐれオレンジ☆ロード 恋のステージ=HEART ON FIRE! 春はアイドル!（早川みちる）
- きまぐれオレンジ☆ロード 恋のステージ=HEART ON FIRE! スター誕生!（早川みつる）
- 三振奪取王 野茂英雄のすべて（野茂英雄）
- 真・超神伝説うろつき童子 魔胎伝（1990年 - 1991年、桐生武明） - 2作品 ※クレジット表記無し
- バブルガムクライシス DOUBLE VISION（コオ）
- 風魔の小次郎 聖剣戦争編（伊達総司）
- ふくやま劇場 なつのひみつ
- 毎日が日曜日（一代寺徹）
- マッド★ブル34（ダイザブロー・エディ・伴）
- YJ版レモンエンジェル（ケースケ）

1991年
- 暗黒神伝承 武神 / 第二幕「八百比丘尼」（征二郎）
- 一本包丁満太郎（風味満太郎）
- 心霊恐怖レポート うしろの百太郎（後一太郎）
- うっちゃれ五所瓦（田門）
- NG騎士ラムネ&40 EX ビクビクトライアングル 愛の嵐大作戦（松井係長）
- 乙姫CONNECTION（木崎渚）
- 機動戦士SDガンダム パパルの暁 第103話スギナムの花嫁（ガズアル）
- 銀河英雄伝説（テオドール・フォン・リュッケ）
- 硬派銀次郎（佐々金太）
- ザ・学園超女隊（悠）
- 静かなるドン（近藤静也）
- ZIGGY THE MOVIE それゆけ！R&R BAND（ソーニン）
- 柔道部物語（三五十五）
- JINGI 仁義（神林仁）
- 聖伝-RG VEDA-（孔雀）
- ドラゴン・フィスト（杉浦実次）
- ドラゴンナイト（ヤマトタケル）
- 魔宮戦場（ロイド）
- 魔獣戦士ルナ・ヴァルガー（ファントム）
- 魍魎戦記MADARA（カオス）

1992年
- 愛物語 9 LOVE STORIES 『抱きしめたい』（達男）
- イース 天空の神殿〜アドル・クリスティンの冒険（ルタ・ジェンマ）
- OZ（ヨウ・ムトー）
- 鴉天狗カブト 黄金の目のケモノ（カブト）
- 究極のSEXアドベンチャー カーマスートラ（阿井川竜）
- 幻想叙譚エルシア（エルリ）
- KO世紀ビースト三獣士（V・ダァーン）
- 時元戦国史 黒の獅士 陣内篇（獅子丸）
- JOKER マージナル・シティ（六道リィン）
- 世界の光 親鸞聖人（親鸞〈青年期〉）
- 新・超幕末少年世紀タカマル（1992年 - 1993年、タイマーン総統）
- ハンサムな彼女（也寸志）
- HUMANE SOCIETY 〜人類愛に満ちた社会〜（オズル）
- ぷりんせすARMY ウェディング★COMBAT（織田志信）
- 放課後のティンカー・ベル（江戸川順二）
- るり色プリンセス（森沢透）

1993年
- アイドル防衛隊ハミングバード（工藤俊介）
- アル・カラルの遺産（セト）
- 今日から俺は!!（1993年 - 1996年、三橋） - 10作品
- コロンブスの大冒険
- SINGLES（風見要）
- ドラゴンハーフ（ディック・ソーサー）
- ハローキティのハッピー！仮装大会（ロディ）
- FIGHT!!（左京）
- ぼくの地球を守って（秋海棠）
- 流星機ガクセイバー（1993年 - 1994年、吉村学）

1994年
- 宇宙の騎士テッカマンブレードII（ノアル・ベルース）
- キャプテン翼 最強の敵!オランダユース（次藤洋）
- 疾風!アイアンリーガー 銀光の旗の下に（1994年 - 1995年、マグナムエース）
- 湘南純愛組!（横川たかし、神島俊生）
- 新・キューティーハニー（バーチャルハッカー）
- 東京BABYLON2（犯人）
- なつきクライシス（佐竹）

1995年
- エルフの若奥様（ケンジ）
- 下級生 MY PRETTY CLASS STUDENT（堂田 修一郎）
- 銀河お嬢様伝説ユナ 哀しみのセイレーン（アナウンサー）
- SMガールズ セイバーマリオネットR（官僚）
- 腐った教師の方程式（早瀬淳一）
- 新海底軍艦（日向正史）
- 精霊使い（瑣衣）
- YAMATO2520（アガ・セリーヌ）

1996年
- KI・ME・RA（オサム）
- 紺碧の艦隊（臼井丈男）
- 時空冒険 ぬうまもんじゃ〜（モンスター）
- 新破裏拳ポリマー（スカムーグ）
- 世紀末★ダーリン（緒方耕作）
- ソニック・ザ・ヘッジホッグ（ナックルズ）
- それゆけ!宇宙戦艦ヤマモト・ヨーコ（カーティス・ローソン）
- 特務戦隊シャインズマン（松本広哉 / シャインズマンレッド）
- 覇王大系リューナイト アデュー・レジェンド・ファイナル（月心）
- レジェンド・オブ・クリスタニア（ボークス）

1997年
- 紺碧の艦隊 特別編 蒼莱開発物語（鶴田正規）
- ソリトンの悪魔（西）
- それゆけ!宇宙戦艦ヤマモト・ヨーコII（カーティス・ローソン）

1998年
- 旭日の艦隊（クルト・ゴルトシュタイン）
- ゲキ・ガンガー3 熱血大決戦!!（竜崎テツヤ、ガリアーノ、ガンターン3、先生）
- 新・男樹（高梨）
- 真ゲッターロボ 世界最後の日（凱〈ガイ〉）
- ダイノゾーン（ダイノステラス、大剣者トリブレードス）

1999年
- グラビテーション（中野浩司）

2000年
- 鋼鉄天使くるみ（神維神人）
- 世にも恐ろしい日本昔話「かちかち山」（卯之助）

2002年
- アーケードゲーマーふぶき（福沢アナウンサー）
- 頭文字D BATTLE STAGE（秋山渉）
- 紺碧の艦隊（本郷義昭〈2代目〉）
- かいけつゾロリの恐怖の花嫁作戦!!（ゾロリ）
- ラブひな Again（瀬田記康）

2004年
- 頭文字D to the Next Stage 〜プロジェクトDへ向けて〜（秋山渉）
- Wind -a breath of heart-（丘野真吾）
- 炎の蜃気楼〜みなぎわの反逆者〜（千秋修平〈安田長秀〉）

2005年
- ストリートファイターALPHAジェネレーション（豪鬼〈青年〉）

2007年
- 頭文字D BATTLE STAGE 2（秋山渉）
- 装甲騎兵ボトムズ ペールゼン・ファイルズ（ノム）

2009年
- アドリブ王子（オカシ）

2010年
- Halo Legends（隊長）

2012年
- ドグラ・マグラ（若林鏡太郎）

2013年
- ひぐらしのなく頃に拡 〜アウトブレイク〜（前原伊知郎）

### Webアニメ
- いくぜっ! 源さん（2008年、MC）
- 亡念のザムド（2008年、垣巣凍二郎[144]）
- 悪魔くん（2023年、出邑）

### ゲーム
1990年
- 雀偵物語2 宇宙探偵ディバン出動編（神塚ダイ、宇宙探偵ディバン）

1991年
- エフェラ アンド ジリオラ ジ・エンブレム フロム ダークネス（ヴァンサン）
- 斬 〜陽炎の時代〜

1993年
- 天外魔境 風雲カブキ伝（千年のカルネ）
- 夢見館の物語（画家）

1994年
- アルナムの牙 獣族十二神徒伝説（トバリ、ホクロク）
- クリスタルリナール -逢魔の迷宮-（エルマ・モーグ）
- KO世紀ビースト三獣士 〜ガイア復活 完結編〜（V・ダァーン）
- 天地無用! 魎皇鬼（緋室）

1995年
- ロゴスパニック ごあいさつ
- 空想科学世界ガリバーボーイ（バラーム）

1996年
- クマのプー太郎 空はピンクだ!全員集合!!（それダメっす）（車掌）
- チップちゃんキィーック！（ワルビット）
- ラングリッサーIII（ジェリオール / ダークナイト、ギルバート、トーランド）

1997年
- アルナムの翼 焼塵の空の彼方へ（トバリ、ホクロク）
- スレイヤーズ ろいやる（ガウリイ＝ガブリエフ）
- DESIRE（カイル）
- ベルデセルバ戦記 〜翼の勲章〜（ミサキ）
- HAUNTEDじゃんくしょん 聖徒会バッジを追え！（北城遥都）
- 麻雀学園祭（柏木信行）
- 魔法少女プリティサミー 恐るべし身体測定!核爆発5秒前!!（ヘイル）
- ロックマンX4（ダブル）

1998年
- AZITO2（コンピュータ8823）
- がんばれゴエモン〜でろでろ道中 オバケてんこ盛り〜（ゴエモン）
- がんばれゴエモン〜来るなら恋! 綾繁一家の黒い影〜（ゴエモン）
- 機動戦艦ナデシコ The blank of 3years（秋山源八郎、竜崎テツヤ）
- サウザンドアームズ（ムーザ・グリフォード）
- サンパギータ（主人公）
- 新世代ロボット戦記ブレイブサーガ（火鳥勇太郎 / ファイバード / グランバード / グレートファイバード、ブラックマイトガイン）
- スレイヤーズ ろいやる2（ガウリイ＝ガブリエフ）
- スレイヤーズ わんだほ〜（ガウリイ＝ガブリエフ）
- 速攻生徒会（石田保典）
- ダブルキャスト（花園雅美）
- ボカンですよ（イッパツマン、おだてブタ 他）
- ポポローグ（ムサシ）
- 麻雀学園祭2（柏木信行）
- 麻雀学園祭DX（柏木信行）
- 悠久幻想曲 2nd Album（ルー・シモンズ）

1999年
- アーマード・コア マスターオブアリーナ（エラン・キュービス）
- ゴエモン もののけ双六（ゴエモン）
- バトル昆虫伝（斎正道）
- 火魅子伝 〜恋解〜（帖佐）
- ぷよぷよDA! -featuring ELLENA System-（シェゾ・ウィグィィ）
- ぷよぷよ〜ん（シェゾ・ウィグィィ、インキュバス）
- マクロス VF-X2（エイジス・フォッカー）
- 悠久幻想曲 ensemble2（ルー・シモンズ）

2000年
- ブレイブサーガ2（火鳥勇太郎 / ファイバード / グランバード / グレートファイバード、ブラックマイトガイン）
- ヘキサムーン・ガーディアンズ（シン）
- 冒険時代活劇ゴエモン（関所の役人）
- 悠久組曲 All Star Project（ルー・シモンズ）

2001年
- がんばれゴエモン〜大江戸大回転〜（ゴエモン、インパクト）
- グローランサーIII（ケネス・レイモン）
- ゴエモン 新世代襲名!（ご組の頭）
- ボカンGoGoGo（イッパツマン）

2002年
- キングダム ハーツ（ヘラクレス）
- 鋼鉄の咆哮2 ウォーシップコマンダー（副長）
- サーヴィランス 監視者（スティーブ・ハモンド）
- スーパーロボット大戦IMPACT（秋山源八郎）
- 絶体絶命都市（陣内晃二）

2003年
- アークス・ファタリス 日本語版（アムシガール）
- 頭文字D Special Stage（秋山渉）
- 怪盗アプリコット（佐藤保、青木純也）
- コロッケ!2 闇のバンクとバン女王（ウスター）
- コロッケ!3 グラニュー王国の謎（ウスター）
- サモンナイト3（カイル）
- サンライズワールドウォー from サンライズ英雄譚（メロウリンク、火鳥、アヌビス）
- 十二国記 -紅蓮の標 黄塵の路-（桓魋）
- パチプロ風雲録2〜千手観音の謎（伊達勇作）

2004年
- 機動戦士ガンダムSEED 終わらない明日へ（エドワード・ハレルソン）
- コロッケ!4 バンクの森の守護神（ウスター）
- コロッケ! バン王の危機を救え（ウスター）
- コロッケ!Great 時空の冒険者（ウスター）
- 十二国記 -赫々たる王道 紅緑の羽化-（桓魋）
- 月は東に日は西に 〜Operation Sanctuary〜（深野順一）
- 鋼の錬金術師2 赤きエリクシルの悪魔（ジャン・ハボック）
- 鋼の錬金術師 ドリームカーニバル（ジャン・ハボック）
- ファントム・ブレイブ（ファイター）

2005年
- がんばれゴエモン 東海道中 大江戸天狗り返しの巻（ゴエモン、ゴエモンインパクト）
- 機動戦士ガンダムSEED DESTINY GENERATION of C.E.（エドワード・ハレルソン）
- キングダム ハーツII（ヘラクレス）
- GAME S.S.D.S.〜刹那の英雄〜（沢登達哉）
- コロッケ!DS 天空の勇者たち（ウスター）
- 新世紀勇者大戦
- ZOIDS TACTICS（ナレーション、ザイリン）
- テイルズ オブ ジ アビス（ガイ・セシル）
- 鋼の錬金術師3 神を継ぐ少女（ジャン・ハボック）
- ふしぎの海のナディア〜Inherit the Bluewater〜（エーコー）

2006年
- キャプテン翼（ナポレオン）※PlayStation 2版
- 星の王女 光のつばさ（香坂創希）

2007年
- Another Century's Episode 3 THE FINAL（ガイ）
- THE BATTLE OF 幽☆遊☆白書 〜死闘!暗黒武術会〜 120%フルパワー（凍矢）
- スーパーロボット大戦OG ORIGINAL GENERATIONS（フォルカ・アルバーク）
- スーパーロボット大戦OG外伝（フォルカ・アルバーク）
- SNOW PORTABLE（橘誠史郎）
- テイルズ オブ ファンダム Vol.2（ガイ・セシル / ガイラルディア・ガラン・ガルディオス）
- ひぐらしのなく頃に祭（前原伊知郎）
- RAINBOW SIX VEGAS（ローガン・ケラー）

2008年
- 妖ノ宮（五光夢路）
- 機動戦士ガンダム00 ガンダムマイスターズ（アレハンドロ・コーナー）
- スーパーロボット大戦A PORTABLE（秋山源八郎）
- スーパーロボット大戦Z（ストナー）

2009年
- SDガンダム GGENERATION（2009年 - 2025年、エドワード・ハレルソン、アレハンドロ・コーナー、騎士ガンダム、魔王サタンガンダム / モンスターブラックドラゴン、騎士スペリオルドラゴン、マイキャラクターボイス男性 他） - 6作品
- キングダム ハーツ コーデッド（ヘラクレス）
- スーパーロボット大戦NEO（マグナムエース、月心）
- テイルズ オブ ザ ワールド レディアント マイソロジー2（ガイ・セシル）
- フレッシュプリキュア! あそびコレクション（ウエスター）

2010年
- ガンダム無双3（騎士ガンダム）
- キングダム ハーツ Re:コーデッド（ヘラクレス）
- 電撃のピロト〜天空の絆〜（ティグルス）

2011年
- 第2次スーパーロボット大戦Z 破界篇 / 再世篇（2011年 - 2012年、アレハンドロ・コーナー、剴） - 2作品
- テイルズ オブ ザ ワールド レディアント マイソロジー3（ガイ・セシル）

2012年
- 機動戦士ガンダムSEED BATTLE DESTINY（エドワード・ハレルソン）
- Kinect ラッシュ: ディズニー/ピクサー アドベンチャー（ダグ）
- スーパーロボット大戦OGサーガ 魔装機神II REVELATION OF EVIL GOD（アクレイド・バロム）
- 制服の王子様（羽山正太郎）
- テイルズ オブ ザ ヒーローズ ツインブレイヴ（ガイ・セシル）
- バイオハザード リベレーションズ（レイモンド・ベスター）
- ヒーローズファンタジア（ガウリイ＝ガブリエフ）

2013年
- スーパーロボット大戦Operation Extend（剴）
- スーパーロボット大戦UX（ドクターミナミ）

2014年
- 穢翼のユースティア Angel's blessing（クーガー・シルヴァリア）
- キングダム ハーツ HD 2.5 リミックス（ヘラクレス）
- スーパーヒーロージェネレーション（アルヴァトーレ / アルヴァアロン）
- スーパーロボット大戦OGサーガ 魔装機神F COFFIN OF THE END（アクレイド・バロム）
- 第3次スーパーロボット大戦Z 時獄篇 / 天獄篇（2014年 - 2015年、剴） - 2作品
- テイルズ オブ ザ ワールド レーヴ ユナイティア（ガイ・セシル）

2015年
- スーパーロボット大戦BX（騎士ガンダム / バーサル騎士ガンダム、ネオブラックドラゴン、騎士スペリオルドラゴン、秋山源八郎）
- ひぐらしのなく頃に粋（前原伊知郎）
- ポポロクロイス牧場物語（電子音声）

2016年
- アイカツ! フォトonステージ!!（エンシエロ篤）
- ガンダムブレイカー3（ロボ太）
- グランブルーファンタジー（2016年 - 2021年、ガウリイ＝ガブリエフ、ボスコ）
- サモンナイト6 失われた境界たち（カイル）
- ドラえもん 新・のび太の日本誕生（のび太のパパ）

2017年
- スーパーロボット大戦V（ブラックガイン / ブラックマイトガイン、凱）
- ガンダムバーサス（アレハンドロ・コーナー）
- テイルズ オブ ザ レイズ（2017年 - 2020年、ガイ・セシル、ガウリイ＝ガブリエフ）
- 蒼焔の艦隊（米原和正）
- テイルズ オブ アスタリア（ガイ・セシル）
- バイオハザード7 レジデント イービル（リチャード・ミラー）

2018年
- スーパーロボット大戦X（ブラックガイン / ブラックマイトガイン、エーコー・ウィラン）
- 文豪とアルケミスト（山本有三）
- 幽☆遊☆白☆書100%本気バトル（凍矢）
- ダイダロス: ジ・アウェイクニング・オブ・ゴールデンジャズ（ボブ、バニスター）

2019年
- ヴァルキリーアナトミア -ジ・オリジン-（ガウリイ・ガブリエフ）
- キングダム ハーツIII（ヘラクレス）
- スーパーロボット大戦X-Ω（2019年 - 2020年、凱、騎士スペリオルドラゴン、メロウリンク・アリティ）
- スーパーロボット大戦T（ブラックガイン / ブラックマイトガイン、ジョー・ラッツ）
- スーパーガンダムロワイヤル（騎士スペリオルドラゴン）
- トイ・ストーリードロップ（ウッディ）

2020年
- ファイアーエムブレム ヒーローズ（トラバント）
- ジョジョのピタパタポップ（アヌビス神）
- ファンタジア・リビルド（ガウリイ＝ガブリエフ）

2021年
- スーパーロボット大戦DD（2021年 - 2025年、凱、アレハンドロ・コーナー、フォルカ・アルバーク）
- ブレイブリーデフォルトII（ロディ・グレナデン）
- ドラゴンクエストX いばらの巫女と滅びの神 オンライン（パドレ）
- スーパーロボット大戦30（凱、ジョー・ラッツ）

2022年
- 英傑大戦（山南敬助、古志十郎、魏延、徳川慶喜、白井胤治、源頼光）
- ガーディアンテイルズ（ガウリイ＝ガブリエフ)
- SDガンダム バトルアライアンス（騎士ガンダム / 騎士スペリオルドラゴン）
- ドラえもん のび太の牧場物語 大自然の王国とみんなの家（のび太のパパ、トトンの父）

2023年
- ドラゴンクエストX 天星の英雄たち オンライン（パドレ）
- モンスターストライク（アヌビス神）

2024年
- ドラゴンクエストX 未来への扉とまどろみの少女 オンライン（パドレ）
- 東京サイコデミック 〜公安調査庁特別事象科学情報分析室 特殊捜査事件簿〜（大槻泰三）

### ドラマCD・カセット
- アークザラッドII 炎のエルク（アルフレッド）
- 少女コミックCDブック 蒼の封印（西園寺椋）
- カセットブック アルスラーン戦記3 落日悲歌（ジャスワント）
- アンジェリーク外伝3 禁域の鏡（ロキシー）
- アレサ 〜魔法人形のレクイエム〜（シビル）
- 飯坂友佳子オリジナルアルバム YUKAKO・LAND 危機一髪バンパイア （不破夏樹）
- イズミ幻戦記（叶省吾）
- ドラマアルバム イリヤの空、UFOの夏（榎本）
- インベーダー・サマー（片桐学）
- Weiß kreuzシリーズ（セルゲイ・プレハノフ）
  - Weiß kreuz Dramatic Image Album III SCHWARZ I
  - Weiß kreuz Dramatic Image Album IV SCHWARZ II
- 宇宙英雄物語（デュラン）
- 英雄伝説IV 朱紅い雫 ドラマCD（ミッシェル）
- GファンタジーコミックCDコレクション E'S Vol.2「見えざる茨の咎人」（勇基＝篤川）
- S.S.D.S. 〜Super Stylish Doctors Story〜シリーズ（沢登達哉）
- オジサマ専科 Vol.9 The Noble Class〜可憐な相続人〜（真宮寺誠）
- カ・ビネ・サガ・レトルトシリーズ（レガート）
- 神無月の巫女 ドラマCD（ツバサ）
- 角川カセットブック 機動戦士ガンダム 逆襲のシャア ベルトーチカ・チルドレン（グラーブ・ガス）
- KIRAI（遠藤恭一）
- GetBackers-奪還屋- Cinematic Sound Drama シリーズ（王波児）
- KO世紀ビースト三獣士 BIRTH of the V-美-DARN （V・ダァーン）
- 紅茶王子（久木怜一）
- 鋼鉄三国志 外史想歌 第一伝 〜思慕〜（孫策伯符）
- ゴーストハント ドラマCD（滝川法生）
- ゴクドーくん漫遊記外伝（デュラハン）
- Compilerコミックスイメージ「INTERPRITER」（デバッグ）
- サイレントメビウス ドラマアルバム2“WARNING”（ラルフ・ボーマーズ）
- サンパギータ THE DRAMA CD（次原良介）
- 疾風!アイアンリーガー オリジナルドラマシアター（マグナムエース）
- 上海妖魔鬼怪（ジャック）
  - ドラマCD 上海妖魔鬼怪
  - ドラマCD 上海妖魔鬼怪 序乃章
- 十二国記シリーズ
  - 東の海神 西の滄海（斡由）
  - 夢三章（桓魋）
- 私立クレアール学園 学園祭で華になれ!（功刀沢啓介）
- S.S.D.Sシリーズ（沢登達也）
- JOKER／ジョーカー シリーズ（六道リィン）
  - JOKER/ファーストコンタクト
  - JOKER/セカンドコンタクト
  - JOKER ― 〜マージナル・シティ〜ヴォイスムービー
- スターオーシャンEXシリーズ（ボーマン・ジーン）
- スレイヤーズ シリーズ（ガウリイ＝ガブリエフ）
- スレイヤーズVSオーフェン 〜史上最悪の邂逅〜（ガウリイ）
- 世紀末プライムミニスター1〜3（松元）
- 聖伝-RG VEDA- ドラマ編（孔雀）
- 制服の王子様 警官のオジサマ・羽山正太郎（48）（羽山正太郎）
- CDドラマ 聖♡ライセンス Hide&Seek（アル / アルフレイン＝ホーク）
- ドラマCD 閃光華るびくら（ゲッソ）
- 創竜伝（教主）
- 速攻生徒会 ドラマCD（石田保典）
- それゆけ!宇宙戦艦ヤマモト・ヨーコ（カーティス・ローソン）
  - 「それゆけ!宇宙戦艦ヤマモト・ヨーコ」〜WAVE1
  - 「それゆけ!宇宙戦艦ヤマモト・ヨーコ」〜WAVE3
  - 「それゆけ!宇宙戦艦ヤマモト・ヨーコ2」〜WAVE1
  - 「それゆけ!宇宙戦艦ヤマモト・ヨーコ2」〜WAVE3
- 太陽の勇者ファイバード ユリちゃんに愛の花束を…（火鳥勇太郎）
  - 勇者宇宙ソーグレーダー オーディオドラマ
    - Vol.1 冒険の風（2025年、火鳥勇太郎） - 『勇者宇宙ソーグレーダー』第2巻 CD付特装版
    - Vol.2 目覚めたHEARTの翼（2025年、ファイバード） - 『勇者聖戦バーンガーン THE NOVEL』上巻 CD付特装版
- 超音戦士ボーグマン ドラマCD（響リョウ）
  - 超音戦士ボーグマン A MIDSUMMER NIGHT’S DREAM
  - ジ・エンドレス・ボーグマン・ショウ
- TWIN SIGNAL（オラトリオ）
- 翼を持つ者（ヒルト・ギル）
- Devil May Cry（エンツォ・フェリーニョ）
- DRAMATHIC CD COMIC DEAR BOYS（保科唯人[172]）
- ディア マイン（藤田鋼十郎）
- テイルズ オブ ジ アビスシリーズ（ガイ・セシル）
  - テイルズ オブ ジ アビス ドラマCD 全5巻
  - アニメテイルズ オブ ジ アビスアンソロジードラマCD Vol.1〜
  - アニメテイルズ オブ ジ アビスドラマCD「エピソードゼロ」
- 天外魔境シリーズ
  - 天外魔境 風雲カブキ伝 オリジナル・サウンドトラック（劇中歌［千年のカルネ］）
  - CDドラマ 天外魔境(1) 風雲カブキ伝 アメリケン異聞 凱旋公開!カブキ伝顛末記（千年のカルネ）
- 天空戦記シュラト（アカラナータ／ムービックカセットブック）
- 天上の虹 持統天皇物語3（高市）
- 闘神伝 ドラマCD（スタイナー）
- 特務戦隊シャインズマン ドラマ篇 （松本広哉 / シャインズマンレッド）
- トライアル・トライアングル（五代立真）
- ドラゴン騎士団（エキドナ）
- バーヴェリアン四重奏（ディン）
- ハイスクール・オーラバスター オリジナルアルバム D-X『天冥の剣』（炎将・剡司）
- BOUNTY DOG/月面のイブ（ジョシュア・T・ハミルトン）
- 覇王大系リューナイトシリーズ（月心）
  - 覇王大系リューナイト CDシネマ「ティア・ダナーンの闘い」
  - 続・アースティア密着24時 世界まるごとリューナイトテレビ
  - 呪われたアデュー! リュー使い最大の危機!!
  - 覇王大系リューナイト外伝 聖騎士の約束
  - 覇王大系リューナイト CDシネマ「カイオリスへの旅立ち」
- ソノラマカセットスペシャル 破邪大星ダンガイオー（マイト・アリス）
- BUD BOY CDシネマ2 小夜曲（怪魔）
- VS騎士ラムネ&40炎シリーズ（ナルシスト・ダンディ）
  - アニメイトカセットコレクション VS騎士ラムネ&40炎 トキメキトライアル 熱血先生のハートを狙え!!
  - VS騎士ラムネ&40炎 超天然♥未来形アルバム
  - VS騎士ラムネ&40炎 超天然♥未来形アルバム2 『パラレル・バケーション』
  - VS騎士ラムネ&40炎 超天然♥未来形アルバム3
- BANANA FISH（伊部俊一〈2代目〉）
- 吸血鬼ハンター D-北海魔行III -冬来たりなば-（貴族）
- ひぐらしのなく頃に（前原伊知郎、ナレーション）
- ファイアーエムブレム 黎明編/紫嵐編（海賊A）
- FALCOM SPECIAL BOX '89 [DISC6] SURROUND THEATER イースより「挿入曲」（アドル・クリスティン）
- FALCOM SPECIAL BOX '96 [DISC2] CDドラマ ブランディッシュ外伝（アレス）
- Vジャンプラネット 史上最大の歌合戦（ダビンチ高橋）
- フォーチュン・クエストボクボクの災難（クレイ）
- 封殺鬼 影喰らい（安倍泰親）
- ふしぎの海のナディア（エーコー）
  - MUSIC IN BLUE WATER
  - Bye Bye Blue Water
  - Good Luck Nadia 〜Bye Bye Blue Water PART2〜
  - ふしぎの海のナディア ヴォーカル・コレクション2
- CDブック版 ふしぎ遊戯シリーズ（星宿）
  - ふしぎ遊戯
  - ふしぎ遊戯2 朱雀招喚篇
  - ふしぎ遊戯3 神座宝死守編
  - ふしぎ遊戯4 青龍開封編
  - ふしぎ遊戯5 朱宿飛翔編
  - ふしぎ遊戯 永遠我愛
- ぷりんせすARMY（織田志信）
  - ぷりんせすARMY
  - ぷりんせすARMY 2nd/そして、始まり…
  - ぷりんせすARMY ファイナル
- ボイスシアターシリーズ4 ラビット〜走りつづけるということ〜（木島俊樹）
- 冒険!!イクサー3（仲内芳彦）
  - 冒険!!イクサー3 第一巻 渚・19歳
  - 冒険!!イクサー3 第二巻 イクサー2の幻影
  - 冒険!!イクサー3 第三巻 クトゥルフ還る
- ぼくの地球を守って（秋海棠）
  - 文化放送系ラジメーション ぼくの地球を守って CDシネマ 1 懐しい惑星
  - 文化放送系ラジメーション ぼくの地球を守って CDシネマ 2 未来への回帰
- 星くずパラダイス2 〜宝船歌謡大全〜（海江田淳）
- 星の旋嵐・銀縺歌（爪角）
- 炎の蜃気楼シリーズ（千秋修平〈安田長秀〉）
  - まほろばの龍神
  - 鷲よ、誰がために飛ぶ
- HAUNTEDじゃんくしょん 〜あの世の恋の物語（北城遥都[173]）
- 魔法☆中年おじまじょ5 シリーズ（井上遼）
- ムービックカセットブック バトルファイターズ 餓狼伝説（偽テリー）
- マヴァール年代記角川カセットブック（カルマーン）
  - マヴァール年代記1 氷の玉座
  - マヴァール年代記2 雪の帝冠
  - マヴァール年代記3 炎の凱歌
- 魔天道ソナタ（エリノア・イシュマ）
- 魔狼王風雲伝II（陣内焔）
- 魔狼王烈風伝・外伝（陣内焔）
  - 魔狼王烈風伝・外伝 オリジナルドラマCD
  - 魔狼王烈風伝・外伝 〜魂魄喰鬼編
- 無責任艦長タイラー（宇宙一の無責任男シリーズ1）（ヤマモト）
- ももいろシスターズ（田中彰一）
  - ももいろシスターズ OFFICE VERSION
  - ももいろシスターズ2 ラブラブ・ネクスト・ジェネレーション
  - ももいろシスターズ2 大いなる結婚“寿”
- YASHA-夜叉- 〜ドラマCD（永江茂市）
- 悠久幻想曲 ドラマCDシリーズ（ルー・シモンズ）
- 吉岡平WORLD 鉄甲巨兵サムライン 護れ!命のシーレーン（ツク・リーン）
- 鎧伝サムライトルーパーシリーズ（闇魔将 悪奴弥守）
  - ドラマCD 鎧伝サムライトルーパー 月
  - 鎧伝サムライトルーパー BEST FRIENDS
  - アニメイトカセットコレクション 鎧伝サムライトルーパー 鬼哭-永遠の戦い-（闇魔将 悪奴弥守）
- 流星機ガクセイバー（吉村学）
  - 流星機ガクセイバー・覚醒編
  - 流星機ガクセイバー・修学旅行編
- ルナ・シークレット（月影）
- LUNATIX（ジーン）
- レジェンド・オブ・クリスタニア はじまりの冒険者たち（ボークス）
  - レジェンド・オブ・クリスタニア はじまりの冒険者たち CDシネマ2 異邦の民
  - レジェンド・オブ・クリスタニア はじまりの冒険者たち CDシネマ3 邂逅の森
  - レジェンド・オブ・クリスタニア はじまりの冒険者たち CDシネマ4 逃走の大地
- 浪漫狩り ドラマCD（猿渡遼太郎）
- WILD ADAPTER（滝沢亮司）
  - WILD ADAPTER 03
  - Sound Drama CD WILD ADAPTER 04

#### BLCD
- 悪魔と踊れ（エリック / スティーブン）
- アナリストの憂鬱シリーズ1 ベンチマークに恋をして（川口芳郎）
- 危ないシリーズ
- YELLOW（マスター）
- 英国妖異譚（ジャック・レーガン / ナレーション）
- ENDLESS シリーズ（加藤篤）
  - ENDLESS1 ENDLESS RAIN〜胸の中で眠らせて〜
  - ENDLESS3 ENDLESS LOVE
- 幼馴染み（武田隼人）
- 俺は悪くない（梶俊明）
- 渇愛 シリーズ（高見和也）
- 奇跡 - Innocent Blue -（大嶺隆弘）
- 嫌いにならないでね（沖田透）
- 銀のレクイエム（ディラン）
- 恋からシリーズ 5 恋の雪さわぎ（葛城芳隆）
- 恋するベクトル（三浦誠人）
- グラビテーション Sound Story シリーズ（中野浩司[174]）
- 黒の騎士（アラン王）
- ごはんを食べよう シリーズ（菱田海王）
- コルセーア シリーズ（アレックス）
  - コルセーア VII 〜月を抱く海2〜
  - コルセーア VIII 〜月を抱く海3〜
- 最悪（柳井係長[175]）
- 叫んでやるぜ! ドラマCDシリーズ（布施映日）
- Cから始まる恋もいい（織田貴継）
- JANE（真昼狼）
- 少年のフェロモン（アキト）
- 女王様の料理人 〜美食の悦楽〜（ジョゼフ・王）
- しょせんケダモノ シリーズ（室町司）
- 世紀末★ダーリンシリーズ（緒方耕作[176]）
- そして春風にささやいて（葉山託生）
- 喰蝶花（シド・グランスリュージュ）
- 遥山の恋（飛垣伝吾朗 / 貴哉の父 / 野次馬C / 武者A[177]）
- Pretty Baby（槙原亨[178]）
- FLESH＆BLOOD シリーズ（ミゲル・カサージャ）
  - FLESH＆BLOOD 3
  - FLESH＆BLOOD 10
- ブレックファースト・クラブ シリーズ（坂口）
  - ブレックファースト・クラブ
  - ブレックファースト・クラブ 2
- 僕の銀狐（渡辺孝之）
- 僕のセクシャルハラスメント（望月順也）
- ぼくらの運勢（小笠原）
- 真夜中にお会いしましょう（海堂寺山吹）
- マルサのお・と・こ♂（本間正樹）
- 無敵シリーズ（立花芳流）
- もう一度ONLY YOU（谷口）
- unison 〜ユニゾン〜（野島課長）
- 指先の恋（舞鶴元彌）
- 夜ごとの花（前島）
- Refine -Characters Refine-（片倉彰吾）
- 略奪シリーズ（マクスウェル）
- 若！！ シリーズ（谷垣主任）
- 忘れないでいてくれ（幸田実、幸田毅、おでん屋のオヤジ[179]）

### ラジオドラマ
- 青春アドベンチャー
  - OZ（ムトー）
  - 猫のゆりかご（弟）
  - 都立高校独立国（山本ひろし）
  - あの夜が知っている（ウィル / ヴィリィ）
  - アリアドニの遁走曲（ジョス）
  - バイオレンス・ジャック（ナレーション）
  - 魔法の王国売ります（ベン・ホリディ）
  - BANANAFISH（ナレーション、伊部俊一〈2代目〉）
  - 魔術師の大失敗（ベン・ホリディ）
  - 「狩人たち」（主人公）
- TBSラジオ エブ★ラジ 夜の連続スマホ小説「ラブダイエット」[180]

### 吹き替え

#### 担当俳優
アダム・サンドラー
- アダルトボーイズ遊遊白書（レニー・フェダー）
- ウソツキは結婚のはじまり（ダニー・マカビー）
- 俺のムスコ（ドニー・バーガー）
- 再会の街で（チャリ・ファインマン）
- ジャックとジル（ジャック・サデルステイン、ジル・サデルステイン）
- モンスター・ホテル2（ドラキュラ）※機内上映版

イーサン・ホーク
- いまを生きる（トッド・アンダーソン）※ソフト版
- ホワイト・ファング（ジャック・コンロイ）※ソフト版
- ホワイトファング2/伝説の白い牙（ジャック・コンロイ）※ソフト版

オーウェン・ウィルソン
- アナコンダ（ゲアリー・ディクソン）※テレビ朝日版
- アルマゲドン（オスカー・チョイ）※フジテレビ版
- ホール・パス/帰ってきた夢の独身生活＜1週間限定＞（リック）
- ロキ（メビウス・M・メビウス）※予告編のみ

キム・スンウ
- 天軍（カン・ミンギル少佐）
- 吹けよ春風（ソングク）
- ライターをつけろ（ホ・ボング）

クリスチャン・スレーター
- アレックスとチュパ（リチャード・クイン）
- 告発（ジェームズ・スタンフィル）
- スウィート・ロード（ニック・ウッズ）
- ブロークン・アロー（ライリー・ヘイル大尉）※ソフト版
- MR. ROBOT/ミスター・ロボット シーズン2〜（Mr.Robot）

コリン・ファレル
- ヒットマンズ・レクイエム（レイ）
- マイアミ・バイス（ジェームズ・ソニー・クロケット）※ソフト版
- ロンドン・ブルバード -LAST BODYGUARD-（ハリー・ミッチェル）

デヴィッド・アークエット
- R.P.M. エキゾースト・ヒート（ルーク）
- スパイダー パニック!（クリス・マコーミック）※ソフト版
- スポット（スミス・ゴードン）
- ライディング・ザ・ブレット（ジョージ）

トニー・レオン
- 蒼き獣たち（トニー）
- 月夜の願い（ユン）
- ハード・ボイルド 新・男たちの挽歌（トニー）※フジテレビ版

ブラッド・ピット
- セブン（デイヴィッド・ミルズ刑事）※ソフト版
- バベル（リチャード・ジョーンズ）
- リバー・ランズ・スルー・イット（ポール・マクリーン）

フランク・ホエーリー
- ザ・プロデューサー（トニー）
- ドン・サバティーニ（スティーブ）
- フィールド・オブ・ドリームス（アーチー・グラハム）※DVD版
- ホッファ（若者）

ライアン・レイノルズ
- グリーン・ランタン（ハル・ジョーダン / グリーンランタン）
- ゴースト・エージェント/R.I.P.D.（ニック・ウォーカー）
- ターボ（ターボ）
- デンジャラス・ラン（マット・ウェストン）※ソフト版
- ハッピーボイス・キラー（ジェリー・ヒックファン）

ルーク・ウィルソン
- 恋の方程式 あなたのハートにクリック2（スタンリー）
- Gガール 破壊的な彼女（マット・サンダース）
- マックス&エリー 15歳、ニューヨークへ行く!（ボブ）

レスリー・チャン
- 男たちの挽歌 II（キット）※TBS版
- チャイニーズ・ゴースト・ストーリー2（ニン・ツァイサン）※テレビ東京版
- 流星（ウィン）

#### 映画（吹き替え）
- I Want You あなたが欲しい（マーティン〈アレッサンドロ・ニヴォラ〉）
- アトミック・ツイスター（ジェイク〈マーク＝ポール・ゴッセラー〉）
- あの頃ペニー・レインと（ベン・フォン・ト－レス〈テリー・チェン〉）
- アブレイズ（ダニエルズ〈マイケル・ダディコフ〉）
- アメリカの災難（トニー・ケント〈ジョシュ・ブローリン〉）
- 暗殺者（ボブ〈リード・ダイアモンド〉）※フジテレビ版
- アンルーリー/復讐の街（ジル）
- 1492 コロンブス（フェルナンド〈ローレン・ディーン〉）※日本テレビ版
- いとこのビニー（スタン・ローゼンスタイン〈ミッチェル・ホイットフィールド〉）
- イノセントライズ（ジェレミー・グレイブス〈スティーヴン・ドーフ〉）
- インターセプター2（ゴードン・プルーエット少佐〈ブルース・ペイン〉）
- インターン（ポール〈ベン・パレン〉）
- インデペンデンス・デイ（ジミー・ワイルダー大尉〈ハリー・コニック・ジュニア〉[197]）※テレビ朝日版
- インビンシブル（キース・グレディ〈ドミニク・パーセル〉）
- ウーマン・オン・トップ（トニーニョ〈ムリロ・ベニチオ〉[198]）
- ヴァイタル・スペース（ロブ〈アンディ・アレン〉）
- ウィング・コマンダー（ブレア中尉〈フレディ・プリンゼ・ジュニア〉）
- ウェストン家の奇蹟（ウエスリー〈ヘンリー・トーマス〉）
- ウェルカム・トゥ・サイゴン（ティム・ペイジ〈イアン・グレン〉）
- ウォリアーズ インポッシブル・ミッション（ジェームズ〈マシュー・マクファディン〉）
- 宇宙空母ギャラクティカ（スターバック中尉〈ダーク・ベネディクト〉）※BD版
- エア★アメリカ ※日本テレビ版
- 8ヘッズ（チャーリー〈アンディー・コミュー〉）
- エイリアン2（ダニエル・スパンクマイヤー二等兵〈ダニエル・カッシュ〉）※日曜洋画劇場特別版
- エヴァの告白（ブルーノ・ワイス〈ホアキン・フェニックス〉）
- S.F.W. メディアへの銃弾（スコット〈デヴィッド・バリー・グレイ〉）
- エターナル・サンシャイン（ジョエル・バリッシュ〈ジム・キャリー〉）
- エネミー・オブ・アメリカ（デヴィッド・プラット〈バリー・ペッパー〉[199]）※ソフト版
- L.A.クロッシング（フランコ〈ラスタン・ブラナマン〉）
- エルム街の悪夢4 ザ・ドリームマスター 最後の反撃（ジョーイ・クルーセル〈ロドニー・イーストマン〉）
- オゾンクライシス（レーサー〈ベン・ブラウダー〉）
- オトコのキモチ（ポール〈ジェイソン・リー〉）
- 火星人ゴーホーム!（ジョー・フレダマウス監督〈ディーン・デヴリン〉）
- 風と共に去りぬ（ブレント・タールトン）※ソフト版
- がんばれ!ベンチウォーマーズ（ガス〈ロブ・シュナイダー〉）
- 奇跡の旅（チャンス〈マイケル・J・フォックス〉[200]）
- 奇跡の旅2/サンフランシスコの大冒険（チャンス〈マイケル・J・フォックス〉[201]）
- キプール 勝者なき戦場（ルソ〈トメル・ルソ〉）
- 君がいた夏（少年時代のビリー〈ウィリアム・マクナマラ〉）
- キラー・モンキーズ（アレン〈デビッド・デルイーズ〉）
- クール・ランニング（デリース・バノック〈レオン〉[202]）※ソフト版
- クイック&デッド（フィー・ヘロッド〈レオナルド・ディカプリオ〉）※ソフト版
- クイック・チェンジ（ジェイムソン〈リチャード・ジョセフ・ポール〉）
- クレイジー・パーティー（ジョシュ〈ジェイソン・ベイトマン〉）
- クローン・デイ J-2.0（ジョニー〈ジェフ・フェイヒー〉）
- 計画殺人（エルドン〈デボン・ガマーソール〉）
- K-9 はみだしコンビ大復活!（チャーリー・サイアー〈クリストファー・シャイアー〉）
- コールド・クロス（マイケル・キラン〈リチャード・グリエコ〉）
- 恋にあこがれて in N.Y.（ジム〈フレディ・プリンゼ・ジュニア〉）
- 恋におぼれて（サム〈マシュー・ブロデリック〉[203]）
- ゴッドファーザー PART III（アンソニー・コルレオーネ〈フランク・ダンブロシオ〉）※フジテレビ版
- コレクター（セス・サミュエル〈リチャード・T・ジョーンズ〉）※ソフト版
- The Confession -コンフェッション-
- サイレン（カン・ヒョン〈チョン・ジュノ〉）
- 最高の恋人（ドミニク〈ヴィンセント・ドノフリオ〉）
- サブリナ（デヴィッド・ララビー〈グレッグ・キニア〉）
- 地獄のバスターズ（バール〈ジャッキー・ベースハート〉[204]）※テレビ東京版
- 7月4日に生まれて（トミー・コーヴィック）※テレビ朝日版
- 60セカンズ（キップ・レインズ〈ジョヴァンニ・リビシ〉[205]）※ソフト版
- ジム・キャリーinロングウェイ・ホーム
- ジミー さよならのキスもしてくれない（フレッド〈マシュー・ペリー〉）
- ジャーヘッド（アレン・トロイ〈ピーター・サースガード〉[206]）
- ジャック（ブライアン・パウエル〈ブライアン・カーウィン〉[207]）※ソフト版
- ジャック・メスリーヌ フランスで社会の敵No.1と呼ばれた男（ジャン＝ポール・メルシエ〈ロイ・デュプイ〉）
- 13日の金曜日 PART8 ジェイソンN.Y.へ（ショーン・ロバートソン〈スコット・リーヴス〉）※フジテレビ版
- ジョー・ブラックをよろしく（ドリュー〈ジェイク・ウェバー〉、死神）
- 小説家を見つけたら（マシー〈グレン・フィッツジェラルド〉）
- 少林寺（色空〈チョン・チンウ〉）※ソフト版
- 処刑ライダー（ビリー・ハンキンス〈マシュー・バリー〉）※TBS版
- 新・三バカ大将 ザ・ムービー（モー〈クリス・ディアマントポロス〉[208]）
- 新桃太郎3/聖魔大戦（武蔵）
- スクリーム2（デレク〈ジェリー・オコンネル〉）
- ステッピング・アウト（マイケル）
- スナッチ（トミー〈スティーヴン・グレアム〉）※ソフト版
- スパイダーズ（ジョン・マーフィ〈ジョシュ・グリーン〉）※ソフト版
- スマイル・ライク・ユアーズ/緊急!子づくり宣言（ダニー・ロバートソン〈グレッグ・キニア〉）
- センターステージ（クーパー〈イーサン・スティーフェル〉[209]）
- ソウル・フード（レム〈メキ・ファイファー〉）
- ダークマン（ヤナギダ）※テレビ朝日版
- ダイアリー アンナの秘密（ジャック・アーサー）
- TAXiシリーズ（エミリアン・クタン＝ケルバレーク刑事〈フレデリック・ディーファンタル〉）※ソフト版
  - TAXi
  - TAXi②
  - TAXi③
  - TAXi④
- 007/消されたライセンス（トゥルーマン＝ロッジ〈アンソニー・スターク〉）※VHS版
- たまゆらの女（チャン・チャン〈スン・ホンレイ〉）
- ツイン・ショット（ジョンギ、ジョンマン〈イーキン・チェン〉）
- ツイン・ドラゴン（チャン〈アンソニー・チェン〉）※フジテレビ版
- ツイン・ピークス/ローラ・パーマー最期の7日間（ジェームズ・ハーリー〈ジェームズ・マーシャル〉）※テレビ東京版
- ディープ・ジョパディー（ジミー〈ブリック・バークス〉）
- デザート・スコルピオン（ニコルズ）
- デス・ゲーム2025（トゥレ〈ディーン・ケイン〉）
- デッドコースター ファイナル・デスティネーション2（トーマス・バーク保安官〈マイケル・ランデス〉[210]）※ソフト版
- デモンズ2001（ハリー〈カール・アーバン〉）
- 天地創造（アベル〈フランコ・ネロ〉）※テレビ朝日版
- トーク・トゥ・ハー（ベニグノ・マルティン〈ハビエル・カマラ〉[211]）
- トム・グリーンのマネー・クレイジー スットコ大作戦（ダフ〈トム・グリーン〉）
- ドラゴンスレイヤー（ゲイレン〈ピーター・マクニコル〉）
- ドリームスケープ（アレックス・ガードナー〈デニス・クエイド〉[212]）
- トレマーズ（メルビン・プラグ〈ボビー・ジャコビイ〉）※ソフト版
- ナショナル・トレジャー（テッド、公文書館職員）
- Needing You（ロジャー〈レイモンド・ウォン〉）
- ニキータ（グレゴリー・フォーミッツ）
- 2番目のキス（ベン・ライトマン〈ジミー・ファロン〉[213]）
- 200本のたばこ（ケビン〈ポール・ラッド〉）
- ニューヨークの亡霊（スティーヴンソン・ロウ〈ジェームズ・スペイダー〉）
- her/世界でひとつの彼女（セオドア・トゥオンブリー〈ホアキン・フェニックス〉[214]）
- ハートブルー（アルヴァレス捜査官〈ジュリアン・レイズ〉）※日本テレビ版
- バイオ・アマゾネス（ポール〈ジェフ・マーチェレッタ〉）
- バイオ・アマゾネス2 オオカミ姉妹（ファイクス保安官代理〈マイケル・カースト〉）
- ハイパーサピエンス（ダート）
- バックドラフト（ワシントン〈リチャード・レキシー〉）※フジテレビ版
- バッド・エデュケーション（パキート〈ハビエル・カマラ〉[215]）
- ハッピィブルー（トム・トンプソン〈デヴィッド・シュワイマー〉）
- バトルガンM‐16（ランディ〈ジェシー・ダブソン〉）
- 花咲ける騎士道（ラ・ウレット連隊長〈ギヨーム・ガリエンヌ〉）
- バニシング・レッド（マイケル・アグノス〈マット・バタグリア〉）※テレビ朝日版
- 母の眠り（ジョーダン・ベルザー〈ニッキー・カット〉）
- ハリガン氏の電話（クレイグの父親）
- バリスティック（ハリー・リー〈テリー・チェン〉）※ソフト版
- パワーレンジャー・映画版（ロッキー・デサントス / レッドレンジャー〈スティーブ・カルデナス〉）
- 犯罪潜入捜査官（テリー・マーティン〈ニック・モラン〉）
- ハンニバル（マッテーオ〈ファブリツィオ・ギフニ〉）※ソフト版
- ピースメーカー（ケン〈ランダル・バティンコフ〉）※TBS版
- ヒロイック・デュオ 英雄捜査線（ケン・リー刑事〈イーキン・チェン〉）
- ビロウ（キングズリー〈デクスター・フレッチャー〉）※ソフト版
- ファイアーウォール（ジョン）
- ファントム（シェリフ・ブライス・ハモンド〈ベン・アフレック〉）
- 54 フィフティ★フォー（グレッグ〈ブレッキン・メイヤー〉）
- フィラデルフィア・エクスペリメント ※テレビ朝日版
- 風雲 ストームライダーズ（鳴）
- ブギーナイツ（エディ・アダムス / ダーク・ディグラー〈マーク・ウォールバーグ〉[216]）
- 武器人間（ディミトリ〈アレクサンダー・マーキュリー〉[217]）
- フライド・グリーン・トマト（バディ・スレッドグッド〈クリス・オドネル〉）
- ブラック・ダイヤモンド（リン〈マーク・ダカスコス〉[218]）※ソフト版
- ブラッド・イン ブラッド・アウト（ローリー・マッキャン〈トーマス・F・ウィルソン〉）
- ブラッド・ブラザーズ -天堂口-（ターカン〈リウ・イエ〉）
- フラバー うっかり博士の大発明（ビフ・ホーク〈トミー・カーク〉[219]）
- フラバァ・デラックス（ビフ・ホーク〈トミー・カーク〉）
- フリントストーン2/ビバ・ロック・ベガス（チップ・ロックフェラー〈トーマス・ギブソン〉）
- ブレード・スクワッド（ガサネル）
- プレイ・ドール（ヴァンサン）
- ブロードキャスト・ニュース（幼き日のアーロン）
- ベートーベン（ブラッド〈デイヴィッド・ドゥカヴニー〉）※日本テレビ版
- ペストはカメレオン（ペスト〈ペスタリオ〉〈ジョン・レグイザモ〉）
- ホーム・アローン3（ジャック・プルイット〈ケヴィン・キルナー〉）※ソフト版
- 僕たちのアナ・バナナ（ブライアン・フィン神父〈エドワード・ノートン〉）
- 炎の大捜査線2（リン〈ニッキー・ウー〉）
- ポルターガイスト3 / 少女の霊に捧ぐ…（スコット〈キップ・ウェンツ〉）
- ホワイトハウス狂騒曲（アーサー・ラインハート〈グラント・シャッド〉）※ソフト版
- 泣かないで（ドン〈ケヴィン・ベーコン〉）※テレビ朝日版
- マグノリア（フィル・パルマ〈フィリップ・シーモア・ホフマン〉[220]）
- マネー・ピット（ウォルター・フィールディング・Jr〈トム・ハンクス〉）※ソフト版
- マペットのクリスマス・キャロル（ルー・ジーランド、ジョージ 他）
- マミー・ザ・リベンジ（モリス）
- Mr.マグー（ウォルドー〈マット・キースラー〉）
- 未亡人（ドゥルー）
- 名犬ラッシー/宇宙は近いぞ、ラッシー!（ジャック〈ジェド・アラン〉）
- メイフィールドの怪人たち（レイ・ピーターソン〈トム・ハンクス〉）※ソフト版
- 女神が家にやってきた（トッド・ゲンドラー〈マイケル・ローゼンバウム〉）
- メデューサ（マルコ〈ヴィンセント・ワン〉）
- モ'・ベター・ブルース（ブリーク・ギリアム〈デンゼル・ワシントン〉）
- 野獣教室（ジェーソン〈リック・シュローダー〉）
- 野獣教師2（ドラモンド〈B・D・ウォン〉）
- 野獣処刑人 ザ・ブロンソン（ダン・フォースライト〈ダニエル・ボールドウィン〉[221]）
- 野獣の瞳（ロッキー・チャン〈マイケル・トン〉）
- 山の郵便配達（郵便配達〈リウ・イエ〉）
- U-571（ピート・エメット大尉〈ジョン・ボン・ジョヴィ〉）※テレビ朝日新録版
- 理想の恋人.com（ジェイク〈ジョン・キューザック〉）
- ルーカスの初恋メモリー
- レコニング・デイ 血まみれドッグ（ジェームズ〈ケヴィン・ファーラン〉）
- レジェンド・オブ・ヒーロー/中華英雄（ユンモー〈ユン・ピョウ〉）
- レジェンド・オブ・フォース 激闘飛龍/方世玉・外伝（ハン〈シェン・ヤン〉）
- REC/レック（セルヒオ[222]〈ホルヘ・ヤマン・セラーノ〉）
- レモニー・スニケットの世にも不幸せな物語（レモニー・スニケット〈ジュード・ロウ〉）
- ロングウェイ・ホーム（アンディー・ポールソン〈フィリップ・リントン〉）
- 101（警官、ゲーム会社社員）
- ワンス・アポン・ア・タイム・イン・チャイナ/天地黎明（フー〈ユン・ピョウ〉[223]）

#### ドラマ
- アガサ・クリスティー ミス・マープル 復讐の女神（マイケル・フェイバー〈ダン・スティーヴンス〉）
- アリー my Love
- アルゴノーツ 伝説の冒険者たち（ジェイソン〈ジェイソン・ロンドン〉）
- WITHOUT A TRACE/FBI 失踪者を追え! シーズン2 #40（ケビン・グラント）
- ヴェロニカ's クローゼット（ジョッシュ〈ウォレス・ランガム〉）
- エクスカリバー 聖剣伝説（モードレッド〈ジェイソン・ドウン〉）
- X-ファイル（アレックス・クライチェック〈ニコラス・リー〉）※ソフト版
- FBI: 特別捜査班
- お昼12時のシンデレラ
- 俺がハマーだ! シーズン2 #2（テディ・オーヴァーマン）
- 緊急出動! L.A.ファイターズ（ジェッド・ニール〈ロブ・ヤングブラッド〉）
- クリミナル・マインド11 FBI行動分析課 #19
- コーキーとともに（タイラー・ベンチフィールド〈トミー・プエット〉）
- ザ・コミッシュ（スタン・ケリー）
- ザ・ブリッジ 〜国境に潜む闇（マルコ・ルイス〈デミアン・ビチル〉）
- ザ・リターン（ジャック・ウィンシップ〈マーク・ペルグリノ〉）
- シークエスト（ミゲル・オーティス〈マルコ・サンチェス〉）
- シカゴ・ホープ（ビリー・クロンク〈ピーター・バーグ〉）
- 新・アンタッチャブル（トニー・パガーノ〈ジョン・ヘイムズ・ニュートン〉）
- スターゲイト アトランティス シーズン2 #38（マイケル・ケンモア〈コナー・トリナー〉）
- スタートレック:ヴォイジャー（アクサム、テレク）
- スピードウェイ（フランク・シュトルテ〈ヨハン・ブランドラップ〉）
- ダークエンジェル（マシュー・“マット”・サン〈バイロン・マン〉）※テレビ朝日版
- ダークスカイ（ジョン・ロエンガード〈エリック・クローズ〉）
- ダメージ2（ジョシュ）
- チェオクの剣 #14
- チャームド 〜魔女3姉妹〜 シーズン3 #46（クリストファー）
- 超感覚刑事ザ・センチネル（ブレア・サンドバーグ〈ギャレット・マガート〉）
- ドクター・フー
- ナイトシフト 真夜中の救命医（スコット・クレメンス〈スコット・ウルフ〉）
- 犯罪捜査官ネイビーファイル（ムニョス）
- バンド・オブ・ブラザース
- ビバリーヒルズ青春白書 シーズン8 #148〜150（ジョシュ・ハンター〈マイケル・トルッコ〉）
- ふたりはお年ごろ ＃7（ジャック・アーノルド〈クリス・ケネディ〉、キャスター）
- ふたりは最高!ダーマ&グレッグ シーズン3 #14（ビル〈アンディ・コミュー〉）
- プライベート・プラクティス4（エリック・ロドリゲス）
- ブロッサム（アンソニー・ルッソー〈マイケル・ストロヤノフ〉）
- ペンサコーラ〜黄金の翼（ウェンデル〈ロドニー・ヴァン・ジョンソン〉）
- ボーイ・ミーツ・ワールド（ヌンジオ）
- ボードウォーク・エンパイア5 ザ・ファイナル（ロバート・ベネット〈パッチ・ダラッグ〉）
- マーダーズ・イン・ビルディング[224]（チャールズの父〈ベン・リビングストン〉、マシュー・ブロデリック〈マシュー・ブロデリック〉）
- 名探偵ダウリング神父 シーズン1 #3（マイク）
- ヤングライダーズ（ノア・ディクソン〈ドン・フランクリン〉）
- ユーリカ シーズン3（フッド博士）
- 愉快なシーバー家（サンディ〈マシュー・ペリー〉）
- 世にも不思議なアメージング・ストーリー
  - シーズン1 #7（アンドリュー〈マシュー・ラボートー〉）
  - シーズン2 #8（ピーター・ブランド）
- 霊能者アザーズ（マーク・ガブリエル〈ガブリエル・マクト〉）
- レリック・ハンター〜秘宝を捜せ〜（カサノバ）
- ロック、ストックシリーズ（ヨハン〈クリス・ロウ〉）
  - ロック、ストック&フォー・ストールン・フーヴズ
  - ロック、ストック&スパゲッティ・ソース
  - ロック、ストック&ワン・ビッグ・ブロック（マッカ）

#### アニメ
- アラジンの大冒険（モーゼンラス）
- FはFamilyのF（フランク）
- カールじいさんの空飛ぶ家（ダグ[225]）
  - ダグの特別な1日
  - カールじいさんのデート[226]
- ザ・シンプソンズ（カウボーイ・ボブ、インタビュアー、研究者）
- スーパーヒーロー・パンツマン（パンツマン / クラップ）
- スーパーマン（ティム・ドレイク / ロビン）
- タンタンの冒険 オトカル王の杖（ヨルゲンの部下、シルダビア警察）
- チップとデールの大作戦（フラッシュ・ザ・ワンダー・ドック）
- 天才犬ピーボ博士のタイムトラベル（ポール、パリ市民）
- ナイトメアー・ビフォア・クリスマス（警官）
- ハウス・オブ・マウス（ヘラクレス）
- バットマン（ロビン / ディック・グレイソン）
- パパはグーフィー
- 不思議の森の妖精たち（ザック[227]）
- ヘヴィメタル FAKK2（オーディンの部下）
- ボー・ピープはどこに?（ウッディ）
- マウス・タウン ロディとリタの大冒険（ロディ[228]）
- ムーミン谷のなかまたち（ムーミンパパ[229]）
- リブート（ボブ） ※フジテレビ版

### ラジオ
- アニマガパラディ（文化放送）
- アニプレックスアワー ハガレン放送局（ラジオ大阪、文化放送：2005年6月度パーソナリティ）

### 特撮
2010年
- ざっくり戦士ピラメキッド（白黒怪人デストローイの声）
- 天装戦隊ゴセイジャー（ホグンロ星人・変わり種のパワードダークの声）

2011年
- ネット版 オーズ・電王・オールライダー レッツゴー仮面ライダー 〜ガチで探せ！君だけのライダー48〜（V3、他 他）

2012年
- 特命戦隊ゴーバスターズ（ダンガンロイドの声）

2014年
- 烈車戦隊トッキュウジャー（タイプシャドーの声）

2015年
- ウルトラマンX（ファントン星人グルマンの声、ナレーション）
- 新ウルトラマン列伝（第105話のナレーション）

2016年
- 劇場版 ウルトラマンX きたぞ!われらのウルトラマン（ファントン星人グルマンの声）

2021年
- 機界戦隊ゼンカイジャー（ハロウィンワルドの声）

### ドラマ
- グーグーだって猫である2 -good good the fortune cat- 第2話（2016年、作中漫画の小金谷隆一の声）

### ナレーション
- しまった!〜情報活用スキルアップ〜（番組HPのクリップ）
- スーパーJチャンネル（「東京見聞録」「新・東京見聞録」ナレーション）
- 暮らしに役立つ!家電の学校（BSジャパン）
- スーパーロボット大戦OG外伝（PS2）

#### 副音声解説
- NHK for School
  - えいごでがんこちゃん
  - いじめをノックアウト
  - えいごでしゃべらないとJr.
  - エイゴビート
  - お伝と伝じろう
  - おんがくブラボー
  - オン マイ ウェイ（ON MY WAY）
  - カガクノミカタ
  - 銀河銭湯パンタくん
  - ココロ部!
  - ことばドリル
  - コノマチ☆リサーチ
  - サイエンス・ゴーゴー
  - ざわざわ森のがんこちゃん
  - 知っトク地図帳
  - 社会のトビラ
  - しらべてサイエンス
  - ストレッチマンV
  - スマイル!
  - 時々迷々
  - 日本とことん見聞録
  - はりきり体育ノ介
  - びっくりか
  - ふしぎいっぱい
  - ふしぎがいっぱい
  - ふしぎ情報局
  - ふしぎだいすき
  - ふしぎワールド
  - 学ぼうBOSAI
  - 見えるぞ!ニッポン
  - 見える歴史
  - 未来広告ジャパン!
  - みんな生きている
  - 歴史にドキリ
- 英語でしゃべらナイト
- 禁断の実は満月に耀く（2015年12月6日、NHK Eテレ）
- 修理工場は眠らない パラリンピックを支えた職人たち（2016年11月29日、NHK総合）
- 趣味どきっ! 火曜放送シリーズ
- 認知症 ともに新しい時代へ ドキュメンタリードラマ「母、立ち上がる」（2017年3月29日、NHK総合）
- やまと尼寺 精進日記「睦月（むつき） もちつ持たれつお正月」（2018年1月28日、NHK Eテレ）
- ハートネットTV　手話で楽しむみんなのテレビ！「おはなしのくに編」（2021年2月15日、NHK Eテレ）

### ボイスオーバー
- 日立 世界・ふしぎ発見!
- ザ!世界仰天ニュース
- 古代文明ミステリー たけしの新・世界七不思議
- 新美の巨人たち
- 野生発見の旅
  - リチャード・ドレイファス ガラパゴスを行く（1998年1月29日、NHK）[234]
  - オランウータンとジュリアロバーツ（1998年9月10日、NHK）[235]
- 武装する自警団〜コロンビアの貧困と暴力〜（1998年8月28日、NHK）[236]
- BSドキュメンタリー 忍び寄る環境ホルモン（1999年4月23日、NHK-BS1）[237]
- ワールドドキュメンタリー 自由への闘い 連帯の夢はかなったか ポーランド グダニスク」（2000年5月6日、NHK-BS1）[238]
- 21世紀 進む米陸軍改革（2001年2月18日、NHK）[239]
- 脱石油ビジネスへの道 〜石油メジャーの挑戦〜（2002年5月26日、NHK衛星第一）[240]
- 地球ドラマチック
  - 「ORIGAMIマエストロ〜折り目が作る無限の宇宙〜」（2009年10月22日、Eテレ）[241]
  - 「世界最古の"コンピューター"〜宇宙を再現!古代ギリシャの技術」
- 山里エコノミクス〜企業のヒット指数教えます！〜（2015年11月1日、テレビ東京）
- 妄想ニホン料理 「ホッと花咲く ぼたん鍋の巻」（2015年11月20日、NHK総合）
- なるほど!ザ・ワールド 世界の絶景SP（2017年4月8日、フジテレビ）
- マイケル・サンデルの白熱教室 トランプ派VS反トランプ派（2017年5月14日、NHK-BS1）
- でんじろうVS世界の科学者！実験トリックを全て解き明かすぞ3時間SP（2018年2月2日、フジテレビ）
- 映画「パラサイト 半地下の家族」公開記念特番 斎藤工&ポン・ジュノ監督スペシャル対談!（2020年1月11日、テレビ東京） - ポン・ジュノの声

### 映画
- 帝都物語（1988年、声の出演）

### CM
- がんばれゴエモン 東海道中 大江戸天狗り返しの巻
- 太陽の勇者ファイバード玩具CM
  - 太陽の勇者ファイバード (ゲーム)
- 吉野石膏（2017年3月までのバージョンCMソング歌唱と虎のキャラクターの声）
- 少年サンデーCM劇場 うえきの法則（鬼）

### その他コンテンツ
- アニメイトカセットコレクション やったらこうなっちゃったナディア（エーコー）
- 科学デジタル質問箱（かずき）
- ディズニー・オン・アイス（ウッディ〈2代目〉）
- 東京ディズニーシーのスペシャルイベント「ピクサー・プレイタイム」（ウッディ〈2代目〉）
- 東京ディズニーランドのスペシャルイベント「ヘラクレス・ザ・ヒーロー」（ヘラクレス）
- 東京ディズニーランドのスペシャルパレード「ディズニー・ハーモニー・イン・カラー」（ダグ）
- 東京ディズニーリゾート・トイ・ストーリーホテル（ウッディ）
- なんちゃってバンパイヤン（パイロット版）（バンパイヤハンター）
- フジテレビ『ライオンのいただきます』（お花畑トリオ、ベンジャミン松本）
- ぼいすた!（BS-TBS、2011年7月30日[242]）
- 炎の蜃気楼 コバルトときめきテレフォン（千秋修平〈安田長秀〉）
- パチスロ がんばれゴエモン（ゴエモン）
- パチスロ がんばれゴエモン2 奇天烈回胴活劇（ゴエモン）
- パチスロ モンキーターン（蒲生秀隆）
- テイルズ オブ フェスティバル 2012
- 「水樹奈々大いに唄う 弐」第二部 「異説龍馬維新伝」（西郷隆盛）
- 「水樹奈々大いに唄う 参」第2部「光圀-meet, come on!-」 （松本源太郎左衛門）
- 「水樹奈々大いに唄う 四」 第2部「新説・桃太郎英雄譚」（おじいさん）
- バンダイ・元祖SDガンダム・ビデオ「SDガンダム G-ARMS緊急出動」（ナイトガンダム、サタンガンダム、ニセガンダム）
- フレッシュプリキュア! ミュージカルショー〜うたって おどって しあわせゲットだよ!!〜（ウエスター）
- NHKパリ白熱教室（トマ・ピケティ[243]）
- dTV へうげもの（織田信長）
- クレシェンド（ダン・ショーティ[244]）

## ディスコグラフィ

### キャラクターソング
| 発売日        | 商品名                                                              | 歌                   | 楽曲                       | 備考                                    |
| ------------- | ------------------------------------------------------------------- | -------------------- | -------------------------- | --------------------------------------- |
| 1996年9月21日 | VS騎士ラムネ&40炎 超天然♥未来形アルバム2 『パラレル・バケーション』 | 松本保典、根谷美智子 | 「世界は二人のためにある」 | テレビアニメ『VS騎士ラムネ&40炎』関連曲 |

### シリーズ一覧
1. ↑  『トッポ・ジージョ』（1988年）、『夢見るトッポ・ジージョ』（1988年）
2. ↑  第1期（1995年）、第2期『NEXT』（1996年）、第3期『TRY』（1997年）、第4期『REVOLUTION』（2008年）、第5期『EVOLUTION-R』（2009年）
3. ↑  『Second Stage』（1999年 - 2000年）、『Fourth Stage』（2004年 - 2005年）、『Fifth Stage』（2012年）
4. ↑  テレビシリーズ（2000年）、特番『クリスマス・スペシャル 〜サイレント・イヴ〜』（2000年12月25日）、特番『春スペシャル 〜キミ サクラチルナカレ!!〜』（2001年4月2日）
5. ↑  第1シリーズ（2004年 - 2005年）、第2シリーズ（2005年 - 2006年）、第3シリーズ（2008年 - 2009年）
6. ↑  第3シリーズ『Stream』（2004年 - 2005年）、第4シリーズ『BEAST』（2006年）
7. ↑  第1期（2006年）、第2期『解』（2007年）
8. ↑  第1期（2008年）、第3期『参』（2011年）
9. ↑  第3期後半『アリシゼーション War of Underworld』第1クール（2019年）、第3期後半『アリシゼーション War of Underworld』第2クール（2020年）
10. ↑  『業』（2020年）、続編『卒』（2021年）
11. ↑  第1期（2022年）、第2期『鉄錆の山の王』（2023年）
12. ↑  『WARS』（2009年）、『WORLD』『3D』（2011年）、『OVER WORLD』（2012年）、『CROSSRAYS』（2019年 - 2020年）、『ETERNAL』（2025年）

### 初出話一覧
1. ↑  第103話初出
2. ↑  第67話初出
3. ↑  第83話初出
4. ↑  第23話初出
5. ↑  第1話初出